# Remigijus Valiulis
Remigijus Valiulis (* 20. September 1958 in Šilutė; † 19. Juli 2023 in Vilnius) war ein litauisch-sowjetischer Leichtathlet, dessen Spezialdisziplin der 400-Meter-Lauf war.

## Karriere
Der Sprinter gewann 1980 zwei internationale Medaillen:
- Bei den Halleneuropameisterschaften 1980 in Sindelfingen gewann er über 400 Meter in 46,75 s Bronze hinter Nikolai Tschernezki (Gold in 46,29 s) und dem Tschechoslowaken Karel Kolář (Silber in 46,55 s).
- Bei den Olympischen Spielen 1980 in Moskau war er Mitglied der sowjetischen Mannschaft in der 4-mal-400-Meter-Staffel, die in der Besetzung Valiulis, Michail Linge, Nikolai Tschernezki und Wiktor Markin in 3:01,1 min die Goldmedaille knapp vor der DDR (Silber in 3:01,3 min) und Italien (Bronze in 3:04,3 min) gewann. Das Team profitierte von der Abwesenheit der USA, die die Spiele in Moskau boykottierten.

In den Einzelwettkämpfen über 400 Meter war Valiulis nicht am Start. An den Olympischen Spielen 1984 in Los Angeles konnte er, obwohl er erst knapp 25 Jahre alt war, nicht teilnehmen, da die Sowjetunion diese Spiele boykottierte.